# Каркето-Брустико
Каркето-Брустико (фр. Carcheto-Brustico) насеље је и општина у Француској у региону Корзика, у департману Горња Корзика која припада префектури Кор.
По подацима из 2011. године у општини је живело 29 становника, а густина насељености је износила 5,59 становника/km². Општина се простире на површини од 5,19 km². Налази се на средњој надморској висини од 630 метара (максималној 1.697 m, а минималној 436 m).

## Демографија
| 1962. | 1968. | 1975. | 1982. | 1990. | 1999. | 2011. |
| ----- | ----- | ----- | ----- | ----- | ----- | ----- |
| 32    | 47    | 44    | 39    | 19    | 18    | 29    |

График промене броја становника у току последњих година